# Namolesso
Namolesso (Namoleso, Namleso, Namuleso) ist ein osttimoresischer Suco im Verwaltungsamt Lequidoe (Gemeinde Aileu).

## Geographie
Der Suco Namolesso liegt im Nordwesten des Verwaltungsamts Lequidoe. Westlich liegt der Suco Manucassa, nördlich der Suco Fahisoi und südlich und östlich der Suco Acubilitoho. Die Nordgrenze bildet der Fluss Coioiai, der zum System des Nördlichen Laclós gehört. Der Suco teilt sich in die vier Aldeias Aitoin, Lacabou, Maucurunamo und Serema.
Vor der Gebietsreform 2015 hatte Namolesso eine Fläche von 10,41 km². Der gesamte Süden wurde abgetrennt und kam zu Acubilitoho. Nun hat Namolesso eine Fläche von 7,42 km².
Die Besiedlung gruppiert sich um die Straße, die durch den Suco von West nach Ost führt. Mehrere kleine Ortschaften bilden so die Siedlung Namolesso. Die Ortsteile sind Daro (Daru), Aitoin (Aitoi), Lacabou und Serema (Seema). Etwas südlich der Straße schließen sich die Orte Maucurunamo (Maukuruaamo, Maukurunamo) und Gariqai (Guriqui) an. An der Ostgrenze liegt an der Straße etwas abseits der Weiler Quiricae/Hautoho.
In der Siedlung Namolesso befinden sich eine Kirche der Assemblies of God und ein weiteres Gotteshaus, eine Polizeistation, ein kommunales Gesundheitszentrum, ein Markt, eine Hubschrauberlandeplatz, ein Wassertank, die Grundschule Escola Primaria Namuleso und die Sitze des Verwaltungsamts Lequidoe und des Sucos Namolesso.

## Einwohner
Im Suco leben 1.366 Einwohner (2022), davon sind 696 Männer und 670 Frauen. Im Suco gibt es 216 Haushalte. Fast 95 % der Einwohner geben Mambai als ihre Muttersprache an. Knapp 4 % sprechen Tetum Prasa und eine kleine Minderheit Habun.

## Politik
Bei den Wahlen von 2004/2005 wurde António Correia zum Chefe de Suco gewählt und 2009 in seinem Amt bestätigt. Bei den Wahlen 2016 gewann Celestino Choli.